# Piz Sardona
Il Piz Sardona (3.056 m s.l.m. - detto anche Surenstock) è una montagna delle Alpi Glaronesi. Si trova in Svizzera tra il Canton Glarona ed il Canton San Gallo.

## Descrizione
La triplice frontiera tra i cantoni: Glarona, San Gallo e Grigioni si trova a circa 700 metri a sud della vetta.
Nel 2008 un'area di più di 300 km², la Sardona è stata definita dall'UNESCO come patrimonio dell'umanità.